# Hostus paroculus
Hostus paroculus är en spindelart som beskrevs av Simon 1898. Hostus paroculus ingår i släktet Hostus och familjen lospindlar.
Artens utbredningsområde är Madagaskar. Inga underarter finns listade i Catalogue of Life.